# Błędno (Równina Torzymska)
Błędno (niem. Blanken See) – niewielkie, płytkie jezioro na Równinie Torzymskiej, w powiecie słubickim, w gminie Słubice.

## Charakterystyka
Jezioro położone wśród użytków rolnych, od zachodu przylega bezpośrednio do południowych krańców miejscowości Kunowice, w pobliżu przystanku kolejowego. Jezioro podlega procesom eutrofizacji, szczególnie w swojej południowej części. Na obszarze jeziora występują grążel żółty i grzybienie białe.